# أولوف إرلاند
أولوف إرلاند (بالفنلندية: Olof Erland)‏ هو سياسي فنلندي، ولد في 16 فبراير 1944، وتوفي في 23 مايو 2013. نشط حزبياً في Liberals for Åland ‏. وقد انتخب Vice lantråd ‏ وانتخب وزير المالية.